# Neu-Lauske

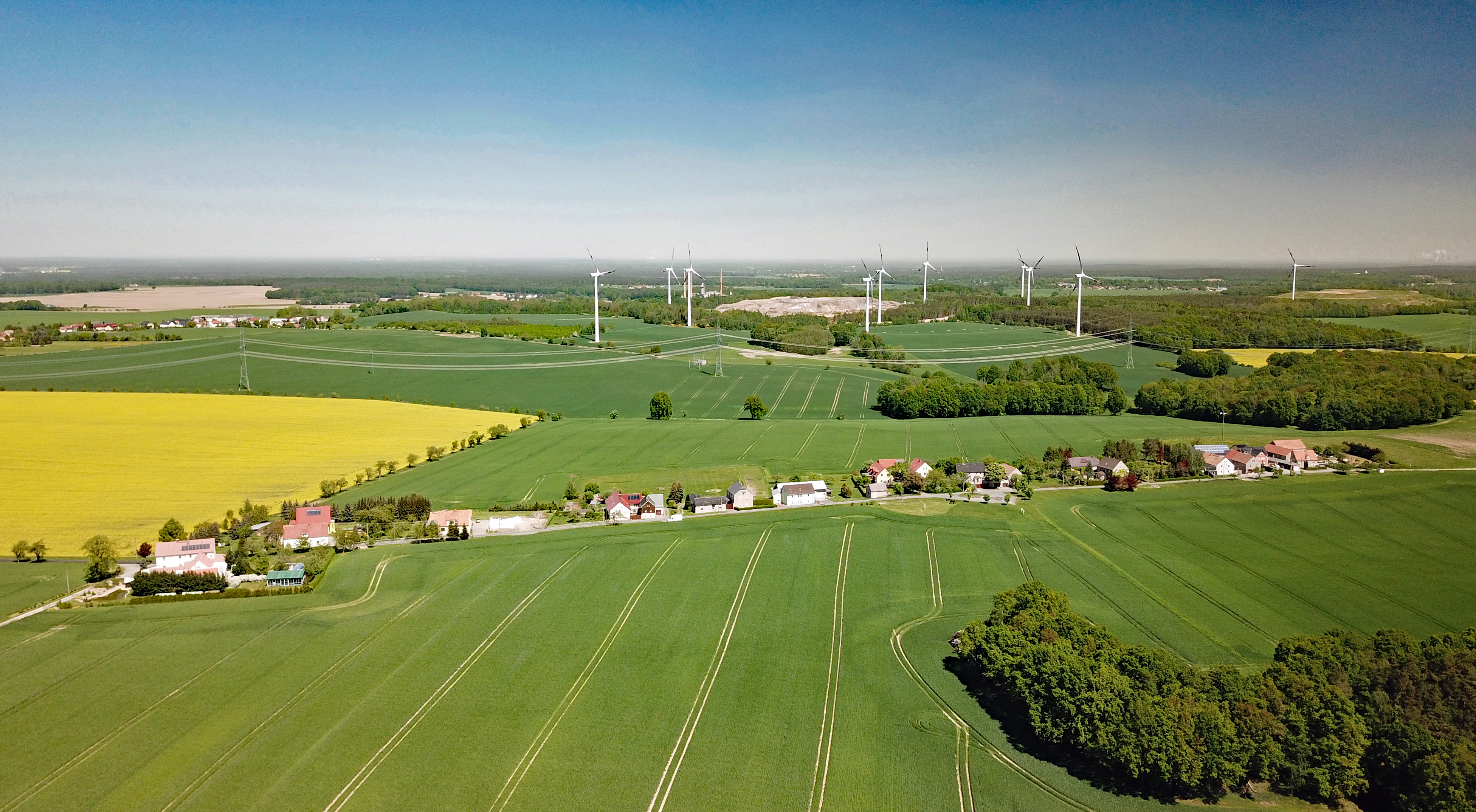
Luftaufnahme

Neu-Lauske, obersorbisch Nowy Łusčⓘ, ist eine Siedlung im Zentrum des Landkreises Bautzen in Ostsachsen und gehört seit 1936 zur Gemeinde Puschwitz. Der Ort zählt zum sorbischen Siedlungsgebiet; ein großer Teil der Bevölkerung spricht Sorbisch als Muttersprache.

## Geografie
Neu-Lauske befindet sich auf einer Anhöhe zwischen Lauske im Nordwesten und Storcha im Süden und ist daher von allen Nachbarorten aus zu sehen. Nördlich befindet sich der Windpark Guhra; im Osten das Dorf Weidlitz. Es ist der südlichste von acht Ortsteilen der Gemeinde Puschwitz.

## Geschichte
Die Siedlung wurde Anfang des 19. Jahrhunderts vom Lausker Rittergut auf der Flur seines „Mutterortes“ eingerichtet und hatte 1834 bereits 60 Einwohner, davon 16 Katholiken.